# La Collada (Llastarri)
La Collada és un coll a 1.327,8 m d'altitud del terme municipal de Tremp, del Pallars Jussà, a l'antic terme ribagorçà d'Espluga de Serra.
Està situada al nord-oest de Llastarri, al capdamunt del Clot de Llastarri i a l'extrem sud-est del Pla de Cunco. Separa la vall del Clot de Llastarri, subsidiària del barranc de Miralles, de la vall del barranc de Canarill, al capdavall del qual es troba l'antic poble de Casterner de les Olles. És a la punta de ponent de la Montanyeta de Llastarri.